# Schilddrüsenknoten

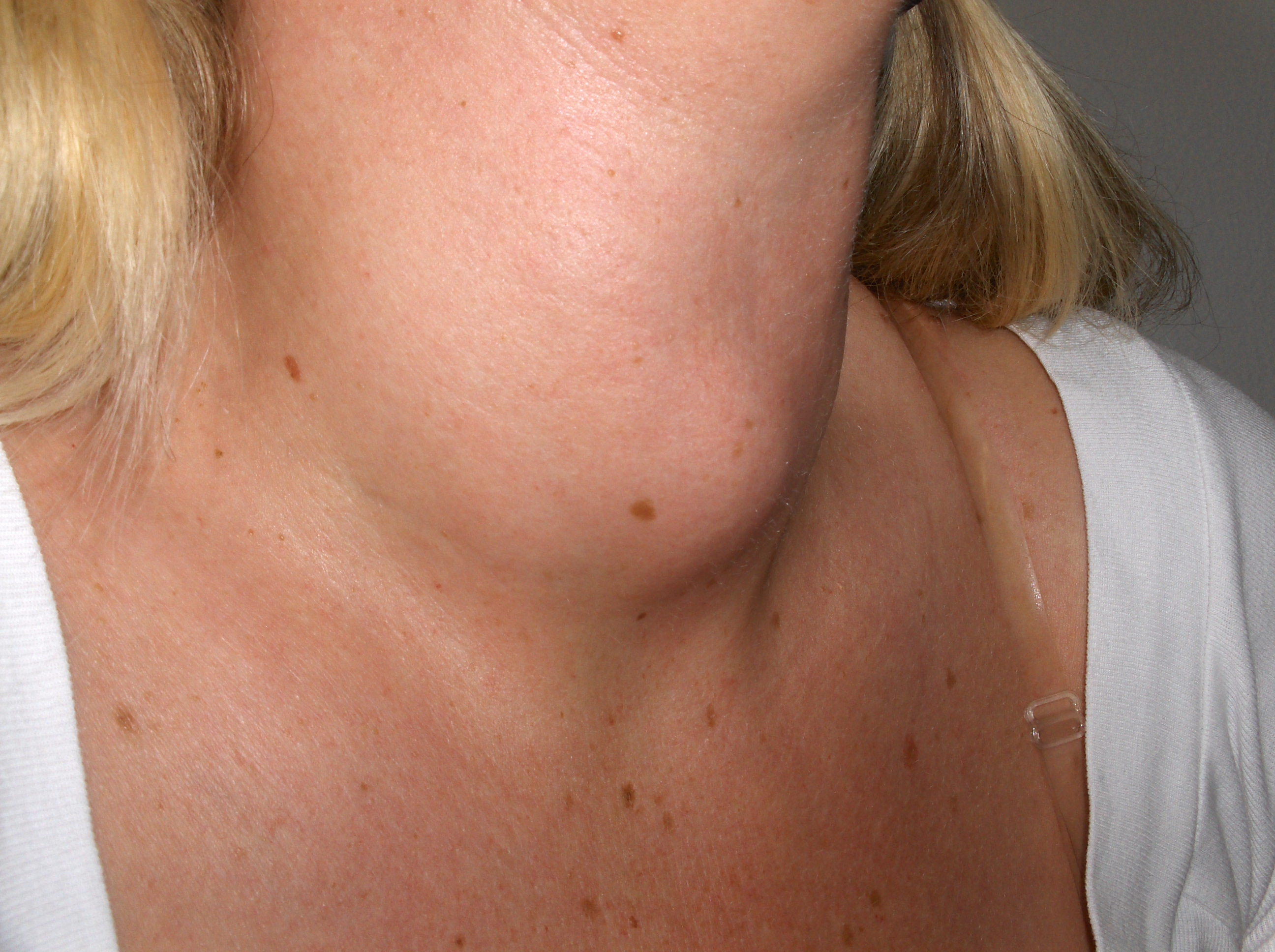
Vergrößerte Schilddrüse (Struma) mit sicht- und tastbarem Knoten vor der Luftröhre

Schilddrüsenknoten gehören neben der Vergrößerung der Schilddrüse (Struma) zu den häufigsten morphologischen Veränderungen der Schilddrüse.

## Symptomatik
Ein kleiner Schilddrüsenknoten beziehungsweise eine geringe Vergrößerung der Schilddrüse machen meist keine lokalen Beschwerden. Mit zunehmender Größe von Knoten und Gesamtschilddrüse klagen aber immer mehr Patienten über ein Druck-, Enge- oder Kloßgefühl, Missempfindungen beim Tragen enger Kragen, Schluckbeschwerden, Luftnot bei Belastung, abhängig von der Position des Kopfes, sowie eine Neigung zu Bronchitiden. Eine drittgradige Struma kann benachbarte Strukturen (Luftröhre, Halsgefäße, Speiseröhre) mechanisch verdrängen und zu entsprechenden Symptomen führen, wie ausgeprägten Schluckbeschwerden oder Luftnot auch in Ruhe sowie Stridor.

## Dignität
In Jodmangelgebieten ist die weit überwiegende Mehrzahl der Knoten gutartig. In Ländern mit ausreichender Jodversorgung sind Schilddrüsenknoten insgesamt deutlich seltener, daher ist der relative Anteil bösartiger Knoten höher. Bei den bösartigen Knoten handelt es sich überwiegend um Schilddrüsenkarzinome, selten um Metastasen.

## Diagnostik

### Anamnese und klinischer Befund
Klinische Kriterien für Bösartigkeit sind:
- Schilddrüsenkarzinom in der Familienanamnese
- weibliches Geschlecht
- Alter unter 30 oder über 60 Jahre
- lokale Bestrahlung in der Vergangenheit
- tastbarer Einzelknoten
- Laborbefunde (erhöhtes Kalzitonin, CEA, Thyreoglobulin)

### Ultraschall
Im Rahmen der Routine-(Vorsorge-)Diagnostik steht die Ultraschalluntersuchung an erster Stelle. Sie ist dazu geeignet auch kleine, asymptomatische Veränderungen sehr fein darzustellen. Bzgl. Knoten wird zwischen Gut- und Bösartigkeitskriterien unterschieden.
| Bösartigkeit                                                   | Gutartigkeit                                                                    |
| -------------------------------------------------------------- | ------------------------------------------------------------------------------- |
| solitär (einzeln)                                              | multipel, eher oval                                                             |
| echoarm, inhomogen                                             | homogen und echoreich, echogleich oder echofrei                                 |
| unscharfe Begrenzung                                           | scharfe Begrenzung                                                              |
| inkompletter oder fehlender Randsaum                           | kompletter echoarmer oder -freier Randsaum                                      |
| unvollständiges oder fehlendes Randgefäß                       | vollständiges Randgefäß                                                         |
| zentrale Durchblutung bei szintigrafisch kaltem Knoten (s. u.) | zentrale Durchblutung bei szintigrafisch nicht-kaltem Knoten                    |
| wenig kompressibel                                             | kompressibel / Veränderung der Echotextur unter Druck; siehe auch Elastographie |
| Mikroverkalkungen                                              | grobe Verkalkungen                                                              |
| Schallabschwächung                                             | keine Schallabschwächung                                                        |
| verdächtige regionale Lymphknoten                              | unauffällige regionale Lymphknoten                                              |

Für die Beurteilung des Risikoniveaus der im Ultraschall untersuchten Knoten sind mehrere Verfahren entwickelt worden, Thyroid Imaging Reporting and Data System (TRIDS) genannt, die sich von Land zu Land unterscheiden. Anhand der TRIDS-Kategorie sollen diejenigen Patienten identifiziert werden, bei denen eine Feinnadelpunktion zum Ausschluss eines Schilddrüsenkarzinoms empfohlen ist.

### Szintigrafie

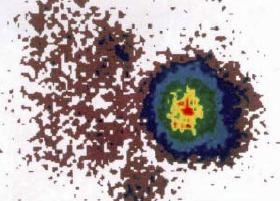
Schilddrüsenszintigrafie: Heißer Knoten im linken Schilddrüsenlappen, das übrige Schilddrüsengewebe ist supprimiert.

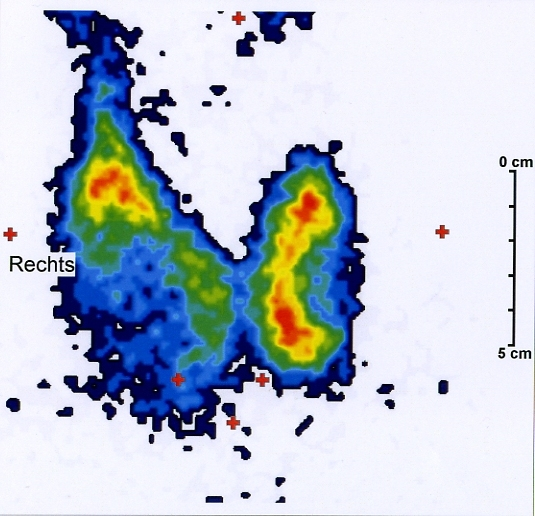
Schilddrüsenszintigrafie: Großer kalter Knoten im rechten Schilddrüsenlappen, kleinerer kalter Knoten im linken Schilddrüsenlappen.

Vom Ausmaß der Aufnahme des Tracers in der Schilddrüsenszintigrafie unterscheidet man Knoten, die stärker arbeiten als das übrige (gesunde) Schilddrüsengewebe, Knoten, die vergleichbare Aktivität zeigen, und Knoten, die weniger stark arbeiten.
Heiße Knoten

Ein sogenannter heißer Knoten (Autonomes Adenom, oft auch warmer Knoten genannt) hat sich in seiner Funktion vom thyreotropen Regelkreis zwischen Hypothalamus, Hypophyse und Schilddrüse abgekoppelt (Schilddrüsenautonomie). Heiße Knoten sind zwar praktisch niemals bösartig, wenn aber die Produktion von Schilddrüsenhormonen in den autonomen Schilddrüsenanteilen den Bedarf des Organismus übersteigt, entsteht eine Hyperthyreose (Schilddrüsenüberfunktion), die durchaus das Leben des Patienten bedrohen kann.
Normofunktionelle Knoten

Die Mehrzahl der Knoten, die in Deutschland im Rahmen der Untersuchungen der Schilddrüse auffallen, sind weder hyperfunktionell („heiß“ oder „warm“) noch hypofunktionell („kalt“).
Kalte Knoten

Knoten, die im Schilddrüsenszintigramm wenig oder keinen Tracer aufnehmen, werden als kalte Knoten bezeichnet. In Jodmangelgebieten ist immer noch die Mehrzahl der kalten Knoten gutartig. Dennoch wird eine Klärung der Dignität mittels Feinnadelbiopsie, im Zweifel auch mittels Strumaresektion empfohlen. In Ländern mit ausreichender Jodversorgung ist ein einzelner (solitärer) kalter Knoten bis zum Beweis des Gegenteils als Schilddrüsenkarzinom anzusehen.

### Feinnadelpunktion
Mit der Feinnadelpunktion werden durch eine dünne Hohlnadel Flüssigkeiten oder winzige Gewebeteile aus der Schilddrüse entnommen. Das entnommene Gewebe wird analysiert und nach einem vorgegebenen Schema, beispielsweise der Bethesda-Klassifikation, im Hinblick auf das Krebsrisiko bewertet.